# 5544 Казаков
5544 Казаков (5544 Kazakov) — астероїд головного поясу, відкритий 2 жовтня 1978 року.
Тіссеранів параметр щодо Юпітера — 3,327.